# Joey Mercury
Adam Birch (Fairfax, 18 luglio 1979) è un ex wrestler statunitense.
Birch è noto per i suoi trascorsi in WWE dove, facendo coppia con Johnny Nitro come gli MNM, ha vinto tre volte il WWE Tag Team Championship.

## Carriera

### Circuito indipendente (1996–2002)
Adam debuttò il 12 giugno 1996 con lo pseudonimo di Joey Matthews in uno show promozionale della Maryland Championship Wrestling; in seguito Adam combatté nella OMEGA, federazione fondata da Matt e Jeff Hardy. Insieme a Christian York, altro wrestler dell'OMEGA, fondò un tag team chiamato "The Badstreet Boys".

### Ohio Valley Wrestling (2002–2005)
Nel 2004, Birch firmò con la WWE e fu assegnato al loro territorio di sviluppo, la Ohio Valley Wrestling (OVW) a Louisville, con il nome di Joey Mercury. Mentre si trovava nella Ohio Valley Wrestling, fu inserito in una competizione tag team, assieme a Johnny Nitro, in cui i due vinsero gli OVW Southern Tag Team alla loro prima occasione. Fu proprio durante questo periodo che lui e Nitro, insieme alla loro manager Melina, si fecero conoscere come MNM stable.

### World Wrestling Entertainment (2005–2007)
Gli MNM debuttarono a SmackDown! il 14 aprile 2005 attaccando Rey Mysterio. La settimana successiva, il 21 aprile 2005 lottarono il loro primo match nella WWE battendo Rey Mysterio ed Eddie Guerrero e conquistando i WWE Tag Team Championship. Alla loro prima apparizione in un pay-per-view, Judgment Day 2005, riuscirono a difendere il titolo dall'attacco di Charlie Haas ed Hardcore Holly. Il loro regno da campioni terminò il 24 luglio a The Great American Bash, quando vennero battuti dai Legion of Doom 2005 (Jon Heidenreich e Road Warrior Animal). Gli MNM riuscirono a riappropriarsi del titolo il 28 ottobre, ma persero nuovamente le cinture nella puntata di SmackDown! del 16 dicembre contro Batista e Rey Mysterio. Il loro terzo e ultimo regno come campioni di coppia ebbe inizio solo due settimane dopo, il 30 dicembre, quando a SmackDown! riuscirono a sconfiggere Batista e Rey Myserio grazie all'aiuto determinante di Mark Henry.
Nel mese di aprile 2006 gli MNM diedero vita ad un feud contro Paul London e Brian Kendrick. Le due coppie si scontrarono in diverse occasioni, sia in match di coppia che in match singoli, dando l'impressione di un sostanziale equilibrio tra i due tag team. L'apice della rivalità venne raggiunta a Judgment Day 2006, dove gli MNM persero i titoli di coppia contro London e Kendrick. Nella stessa serata Melina e Nitro vennero licenziati (kayfabe) dal General Manager Theodore Long, in seguito alle loro lamentele per la sconfitta; i due in seguito passarono al roster di Raw. Sembra che il motivo alla base della scissione del tag team sia stato la positività ad alcuni test antidoping ai quali fu sottoposto Birch.
Mercury tornò a farsi vedere nella WWE il 27 novembre durante una puntata di RAW, dando vita ad una reunion "One Night Only" degli MNM per rispondere all'"Open Challenge" degli Hardy Boyz proclamato in vista di December to Dismember. Al pay-per-view gli MNM persero un grande incontro: ad essere schienato fu Johnny Nitro dopo una Swanton Bomb di Jeff Hardy. Mercury e Nitro combatterono nuovamente insieme nella puntata di RAW successiva a December to Dismember: gli MNM ed i Rated RKO si unirono per sfidare il team composto dalla Degeneration X e gli Hardyz, portando a casa la vittoria.
Mercury si trasferì quindi a SmackDown! per combattere single match fino ad Armageddon 2006, quando Theodore Long annunciò che il match per i WWE Tag Team Championship che inizialmente doveva essere disputato da soli due tag team (London e Kendrick contro i Blue Bloods, ovvero William Regal e Dave Taylor) si sarebbe trasformato in un Fatal Four Way Ladder match: al match furono infatti aggiunti gli MNM e gli Hardyz; durante il match Birch si infortunò gravemente al viso, colpito con inaudità violenza dalla scala usata, a mo' di catapulta, da Jeff Hardy per una manovra aerea. La grande quantità di sangue fuoriuscita impedì al wrestler di continuare a lottare. Trasportato in ospedale, gli venne diagnosticata la rottura del naso (20 punti di sutura tra interni ed esterni), ferite all'occhio sinistro ed un possibile danno cerebrale, fortunatamente scongiurato dopo i primi accertamenti del caso. Per colpa di questo infortunio, Birch dovette stare lontano dalle scene per almeno due mesi e sottoporsi ad una rinoplastica; il wrestler tuttavia prese parte alla puntata seguente di SmackDown! dove, accolto da un'ovazione del pubblico, diede la colpa dell'accaduto ai fratelli Hardy.
Il 26 marzo 2007, sul sito della WWE venne ufficializzata la fine del rapporto di collaborazione tra Adam Birch e la federazione. Anche questa volta sembra che la causa di tutto siano stati problemi di doping, in particolare pare si fosse trattato di una dipendenza nei confronti degli antidolorifici.

### Ritorno in WWE (2010–2017)
Il 20 aprile 2010 è tornato a far parte della WWE lottando in un dark match contro Shelton Benjamin conclusosi con la sua sconfitta. La curiosità di questo match sta nel fatto che, a differenza di quando lottava negli MNM, stavolta Birch era completamente calvo. Successivamente ha lottato nel roster di SmackDown con lo pseudonimo Joseph Mercury, indossando una maschera nera che gli copriva completamente il volto. Come membro della Straight Edge Society era la guardia del corpo di CM Punk e della sua manager Serena insieme a Luke Gallows, ma venne smascherato da Big Show nella puntata di SmackDown del 23 luglio.
In un match nel successivo SummerSlam la Straight Edge Society venne sconfitta dal World Largest Athlete in un 3 vs 1 handicap match. A seguito di questo incontro non ha potuto lottare per i successivi sei mesi a causa di un infortunio muscolare (strappo al muscolo pettorale) e si è sottoposto ad un intervento chirurgico. Una volta rimessosi il suo nuovo incarico è stato quello di trainer nella federazione di sviluppo della WWE, la Florida Championship Wrestling (FCW).
Tra il 2014 e il 2015, insieme a Jamie Noble, è ritornato nel main roster come bodyguard di Seth Rollins, una volta che questi si è alleato con l'Authority, interferendo spesso a suo favore durante i suoi match.

## Personaggio

### Mosse finali
- Double underhook DDT
- Mercury Driver (Hangman's neckbreaker)

### Manager
- Jillian Hall
- Melina

## Titoli e riconoscimenti
- Atlantic Terror Championship Wrestling
  - ATCW Tag Team Championship (1) – con Christian York
- American Wrestling Council
  - AWC Light Heavyweight Championship (1)
- Independent Professional Wrestling Alliance
  - IPWA Lightheavyweight Championship (2)
- Maryland Championship Wrestling
  - MCW Heavyweight Championship (1)
  - MCW Cruiserweight Championship (1)
  - MCW Rage Television Championship (1)
  - MCW Tag Team Championship (2) – con Christian York
- Mid-Eastern Wrestling Federation
  - MEWF Tag Team Championship (1) – Christian York
- National Wrestling Alliance
  - NWA Light Heavyweight Championship (1)
  - NWA World Tag Team Championship (1) – con Christian York
- Organization of Modern Extreme Grappling Arts
  - OMEGA Light Heavyweight Championship (2)
- Southern Championship Wrestling
  - SCW Junior Heavyweight Championship (3)
- Steel City Wrestling
  - SCW Tag Team Championship (1) – con Christian York
- Virginia Championship Wrestling
  - VCW Tag Team Championship (1) – con Christian York
- Pro-Pain Pro Wrestling
  - 3PW Heavyweight Championship (1)
- Ohio Valley Wrestling
  - OVW Southern Tag Team Championship (1) – con Johnny Nitro
  - OVW Television Championship (1)
- World Wrestling Entertainment
  - WWE Tag Team Championship (3) – con Johnny Nitro
- Pro Wrestling Illustrated
  - Tag Team of the Year (2005) – con Johnny Nitro
  - 295º tra i 500 migliori wrestler singoli nella PWI 500 (2011)